# Liste der Internationalen Meister (Verleihung 1955)

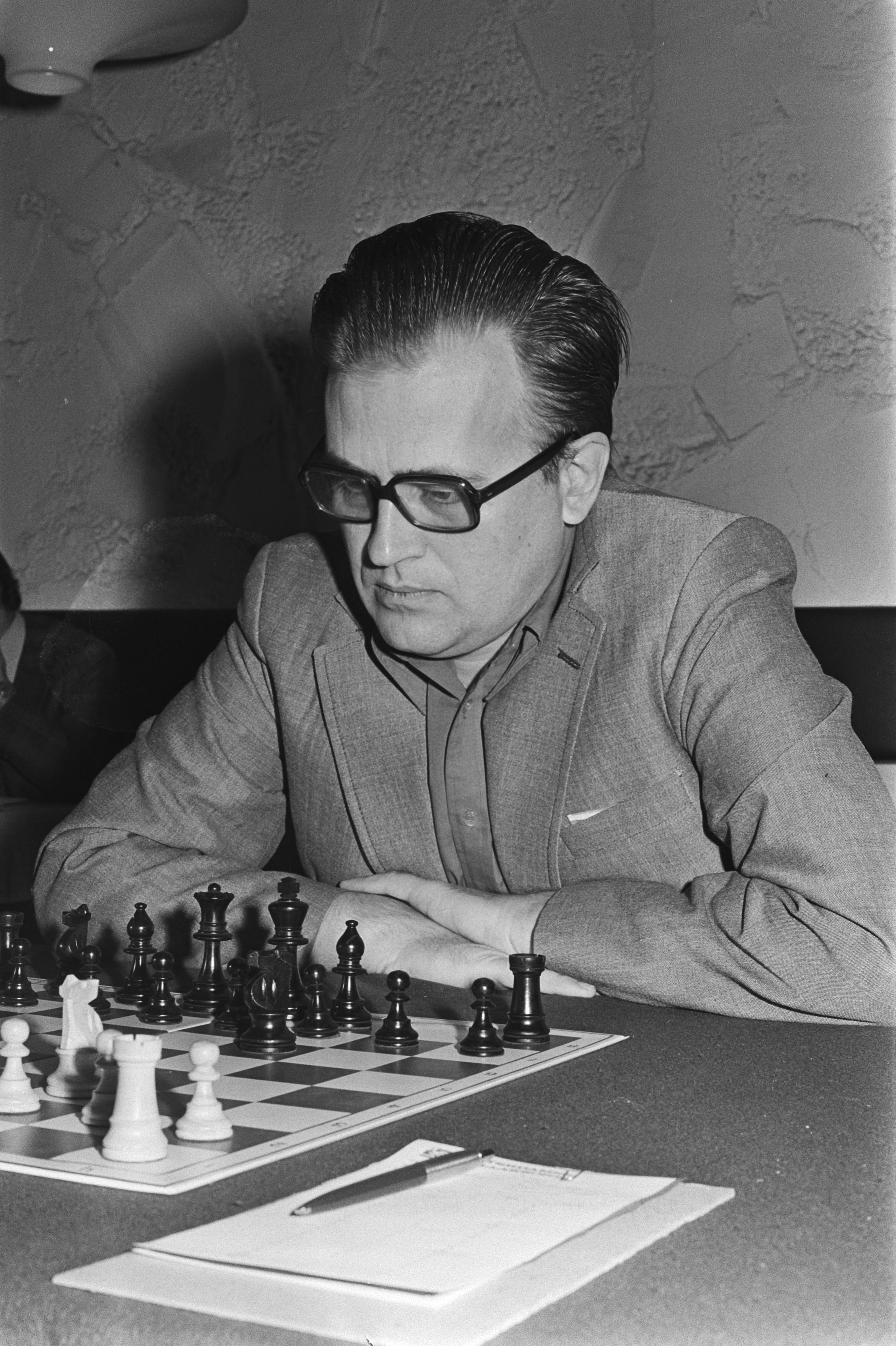
Bent Larsen gehörte in den 1960er und 1970er Jahren zur absoluten Weltspitze.

Die Liste der Internationalen Meister des Jahres 1955 führt alle Schachspieler auf, die im Jahr 1955 vom Weltschachbund FIDE den Titel Internationaler Meister erhalten haben. Die Verleihung erfolgte wie in den Vorjahren auf Basis von herausragenden Turnier- und Wettkampfergebnissen der jeweiligen Spieler.
Seit dem Tod Josef Kuppers im Juni 2017 ist keiner der damals sechs geehrten Spieler mehr am Leben. Als einziger der sechs Spieler erreichte Bent Larsen später den Großmeistertitel.

## Legende
Die Tabelle enthält folgende Angaben:
- Name: Nennt den Namen des Spielers.
- Land: Nennt das Land, für das der Spieler 1955 spielberechtigt war.
- Lebensdaten: Nennt das Geburtsjahr und gegebenenfalls das Sterbejahr des Spielers.
- GM: Gibt für Spieler, die später zum Großmeister ernannt wurden, das Jahr der Verleihung an.
- weitere Verbände: Gibt für Spieler, die früher oder später für mindestens einen anderen Verband spielberechtigt waren, diese Verbände mit den Zeiträumen der Spielberechtigung (sofern bekannt) an.

## Liste
| Name                | Land        | Lebensdaten | GM   | weitere Verbände                                      |
| ------------------- | ----------- | ----------- | ---- | ----------------------------------------------------- |
| Frank Ross Anderson | Kanada      | 1928–1980   |      |                                                       |
| Paulino Frydman     | Argentinien | 1905–1982   |      | Polen (bis 1939)                                      |
| Georgi Iliwizki     | Sowjetunion | 1921–1989   |      |                                                       |
| Nikola Karaklajić   | Jugoslawien | 1926–2008   |      | Serbien und Montenegro (2003–2006), Serbien (ab 2006) |
| Josef Kupper        | Schweiz     | 1932–2017   |      |                                                       |
| Bent Larsen         | Dänemark    | 1935–2010   | 1956 |                                                       |